# Joseph Wilhelm
Joseph Wilhelm (* 16. Januar 1954) ist ein deutscher Unternehmer. Er ist Besitzer und Geschäftsführer der Bio-Lebensmittel-Hersteller Rapunzel Naturkost GmbH und Zwergenwiese Naturkost GmbH.

## Leben und Wirken
Wilhelm begann seine landwirtschaftliche Tätigkeit auf dem elterlichen Hof im schwäbischen Großaitingen. 1972 schloss er eine Ausbildung für biologisch-dynamische Landwirtschaft ab. Bis heute ist Wilhelm als Nebenerwerbsbauer tätig.
1974 eröffnete er zusammen mit Jennifer Vermeulen einen der ersten Bioläden Deutschlands mit Gärtnerei und Holzofenbäckerei. Daraus entwickelte sich das Lebensmittel- und Großhandelsunternehmen Rapunzel Naturkost. Heute ist das Unternehmen einer der größten Hersteller für biologische Lebensmittel in Deutschland; es exportiert seine Produkte in rund 35 Länder.
Schon als Jugendlicher unternahm Wilhelm Reisen ins Ausland. Diese setzte er intensiv als Gründer von Rapunzel Naturkost fort, auf der Suche nach biologischen Rohstoffen und um weltweit Bauern von den Vorzügen des Ökolandbaus zu überzeugen. Mitte der 1970er Jahre reiste er in die Türkei, um unbehandelte und ungeschwefelte Trockenfrüchte und Nüsse für Müsli zu finden.
Die weltweiten Kontakte zu Bauern führten dazu, dass Wilhelm sich für die Verknüpfung von fairem Handel und Bio-Anbau einsetzt. Daraus entstand 1992 das eigene Fairhandels-Siegel Hand in Hand. Mehrere ökologische und soziale Projekte weltweit wurden mit Geldern aus dem von ihm gegründeten Fonds gefördert; inzwischen wurden über eine Million Euro als Fördergelder vergeben (Stand 2016). Wilhelm war seit Beginn bei Rapunzel Naturkost geschäftsführend aktiv; am 1. Februar 2024 zum 50-jährigen Firmenjubiläum gab Wilhelm die Geschäftsleitung ab; seine Töchter Seraphine Wilhelm und Rosalie Dorn rückten in die Geschäftsführung auf.
Er ist Vater von fünf Kindern, die teils im Unternehmen aktiv sind.

## Gesellschaftliches Engagement
Wilhelm engagiert sich gegen Agro-Gentechnik, z. B. mit der Aktion Genfrei Gehen, bei der er mit einigen Tausend Mitwanderern 2007 quer durch Deutschland, 2009 von Berlin nach Brüssel sowie 2011 von New York nach Washington wanderte.
2008 rief er den One World Award ins Leben. Der mit 40.000 Euro dotierte Preis zeichnet Menschen und Institutionen aus, die sich für eine gerechtere und sozialere Ausrichtung der Globalisierung einsetzen.

## Politische Position
Während der COVID-19-Pandemie in Deutschland positionierte er sich auf der Rapunzel-Internetseite im April 2020 als Gegner des Tragens von Masken. Wilhelm schrieb "Masken=Maulkorb=Unterwerfung. Für mich stellt das Tragen von Masken die höchste Form der Demütigung dar." Er warnte vor „Jagdkommandos, die widerstrebige Impfgegner einfangen und zwangsimpfen“. Weiter schrieb er von Vergleichen "zu düsteren Zeiten deutscher Geschichte." Er mutmaßte zudem er in der Wochenbotschaft vom 20. April 2020 über „unterschwellige kommerzielle Gründe, mit denen sich angesichts geschürter Todesangst hervorragend Geschäfte machen lassen“. Er schrieb: „Umso älter Menschen werden, umso weniger bedeutsam ist die Todesursache. Unser Leben ist nunmal endlich.“ Zudem seien Viren „Teil des biologischen Lebens auf unserer Erde und leisten ihren Beitrag zur Weiterentwicklung desselbigen und der menschlichen Anatomie und Psyche“. Zum Impfen äußerte Wilhelm: „Nur über meine Leiche.“ Er habe „seit Beginn der C-Krise keine einzige ‚Tagesschau‘, keine Sondersendung gesehen“. „Armeen willfähriger Mainstream-Journalisten“ würden Zweifler mundtot machen. Wichtiger als die staatlichen Maßnahmen ist für Wilhelm „eine gesunde und gleichzeitig nachhaltige Lebensweise mit gesunder, vollwertiger Ernährung“.
Ferner äußerte er sich in diesem Zusammenhang auch kritisch gegenüber Abtreibungen: „Dass wir vor allem in ‚modernen‘ Gesellschaften mit rund 12 Millionen offizieller [sic] Abtreibungen Leben verhindern, wird gleichzeitig als Errungenschaft dargestellt. Was macht den Unterschied zwischen Leben, das sich verabschieden will, und Leben, das kommen will?“
Nachdem die Äußerungen über soziale Medien und Zeitungsartikel bekannt gemacht worden waren und die Schweizer Apothekenkette Coop Vitality die Rapunzel-Produkte aus ihrem Sortiment entfernt hatte, löschte Wilhelm seine Wochenbotschaften und schrieb am 18. Mai 2020 in einer Stellungnahme, in der er sich von Attila Hildmann distanziert: „Leider wurden meine Aussagen in den Social-Media-Kanälen aus dem Zusammenhang gerissen und dabei reduziert und verfälscht wiedergegeben.“ Seine Äußerungen seien „ursprünglich nur für intern gedacht“ gewesen. In einem Gespräch mit der Allgäuer Zeitung sagte er, er würde seine Aussagen heute „so wohl nicht mehr treffen“. Er habe „Menschen aufrütteln“ wollen. In einer Stellungnahme bezeichnete Wilhelm seine „Nur über meine Leiche“-Äußerung zu Impfungen als „überzogen“.

## Auszeichnungen
Wilhelm wurde  mehrfach  ausgezeichnet. So erhielt er 2004 die Bayerische Staatsmedaille für Verdienste um Umwelt, Gesundheit und Verbraucherschutz, 2005 den Ehrenbrief sowie 2015 den Goldenen Ehrenbrief der Interessengemeinschaft FÜR gesunde Lebensmittel (IG Für). 2008 wurde er mit dem Preis für Wirtschaftsethik der Initiative Ethics in Business gewürdigt. 2013 verlieh ihm die ÖDP die Goldene Schwalbe, im gleichen Jahr erhielt er den Ethica Impuls Award sowie den B.A.U.M-Umweltpreis.